# Turning Torso
HSB Turning Torso is een wolkenkrabber in de wijk Västra Hamnen in Malmö (Zweden), aan de Zweedse kant van de Sont, recht tegenover Kopenhagen. Het gebouw is eigendom van de Zweedse woningcorporatie HSB.
De toren werd ontworpen door Santiago Calatrava en is gebaseerd op een eerdere sculptuur van Calatrava, die op zijn beurt geïnspireerd was op een ruggengraat in een torso waarvan de schouders ten opzichte van het bekken zijn gedraaid. De bouw startte in de zomer van 2001 en het gebouw werd officieel geopend op 27 augustus 2005. Op dat moment was het het hoogste gebouw in Scandinavië. In 2024 werd het gebouw overtroffen door de Karlatornet in Göteborg.

## Ontwerp
De toren heeft een hoogte van 190 meter en telt 54 verdiepingen. Het ontwerp bestaat uit negen blokken van vijf verdiepingen hoog die draaien naargelang ze hoger gaan; het hoogste segment is negentig graden gedraaid ten opzichte van het laagste. De onderste twee blokken dienen als kantoorruimte. De bovenste twee verdiepingen van het bovenste blok worden als conferentiecentrum gebruikt. Verder zijn in het gebouw 149 luxeappartementen gehuisvest.
Naast de toren staat een parkeergarage van vijf verdiepingen die via een ondergrondse doorgang met de Turning Torso verbonden is.

## Trivia
- De wolkenkrabber won de MIPIM-onderscheiding in 2005 voor het Beste Internationale Residentiële Gebouw in Cannes.
- Op 18 augustus 2006 maakte de Oostenrijker Felix Baumgartner een parachutesprong vanuit een helikopter om op het dak van de Turning Torso te landen. Vanaf het dak maakte hij meteen daarna een basejump naar beneden.